# Anders Nordström (militär)
Anders Carl Gustafsson Nordström, född 18 maj 1895 i Vombs församling i Malmöhus län, död 21 maj 1966 i Hässleholms församling i Kristianstads län, var en svensk militär.

## Biografi
Nordström avlade studentexamen i Stockholm 1913. Han avlade officersexamen vid Krigsskolan 1917 och utnämndes samma år till fänrik vid Södra skånska infanteriregementet, där han befordrades till underlöjtnant 1920 och till löjtnant 1921. Han studerade vid Krigshögskolan 1927, var biträdande sakkunnig i 1930 års försvarskommission och befordrades till kapten vid Generalstaben 1932. Nordström idkade studier vid flera utländska arméer: i Finland 1933 och 1940, i Danmark 1936 och i Norge 1939 samt i Tyskland, Frankrike och Belgien 1940. Han tjänstgjorde 1936–1938 vid Upplands regemente (1937 namnändrat till Signalregementet) och befordrades till major 1937, varefter han inträdde i Generalstabskåren 1938. Åren 1937–1939 var han tillika lärare vid Krigshögskolan. Han tjänstgjorde 1938–1941 vid Arméstaben: som stabschef i Infanteriinspektionen 1938–1939 och som chef för Organisationsavdelningen 1939–1941. Han var ledamot av Hemvärnsutredningen 1940, befordrades till överstelöjtnant 1941 och tjänstgjorde 1941–1942 åter vid Signalregementet. Han var sakkunnig i 1941 års försvarsutredning 1941–1942 och i 1942 års utredning angående försvarsväsendets reservpersonal samt militär sekreterare för armén i Försvarsutskottet vid 1942 års riksdag. År 1942 befordrades han till överste, varefter han var chef för Skånska pansarregementet 1942–1949. Nordström var därefter fälttygmästare 1949–1956 (med placering i Tygavdelningen i Arméförvaltningen 1949–1954 och i Armétygförvaltningen 1954–1956). Han befordrades 1953 till generalmajor. År 1956 inträdde Nordström i reserven. Han var därefter ledamot av Riksvärderingsnämnden från 1957 och anlitades också för utredningar av Försvarets förvaltningsdirektion.
Anders Nordström invaldes 1940 som ledamot av Kungliga Krigsvetenskapsakademien.
Anders Nordström var son till lantbrukaren Gustaf Nordström och Amélie Lundblad. Han gifte sig 1922 med Carola Nilsson (född 1900), dotter till lantbrukaren Jöns Nilsson och Christine Flygare. Anders och Carola Nordström fick barnen Gustaf (född 1923), Christine (född 1932), Amelie (född 1934) och Olof (född 1939).

## Utmärkelser
- Riddare av Vasaorden, 1935.[11]
- Riddare av Svärdsorden, 1938.[12]
- Riddare av Nordstjärneorden, 1942.[13]
- Kommendör av andra klass av Svärdsorden, 15 november 1946.[14]
- Kommendör av första klass av Svärdsorden, 4 juni 1949.[15]